# Kalonka (gromada)
Kalonka – dawna gromada, czyli najmniejsza jednostka podziału terytorialnego Polskiej Rzeczypospolitej Ludowej w latach 1954–1972.
Gromady, z gromadzkimi radami narodowymi (GRN) jako organami władzy najniższego stopnia na wsi, funkcjonowały od reformy reorganizującej administrację wiejską przeprowadzonej jesienią 1954 do momentu ich zniesienia z dniem 1 stycznia 1973, tym samym wypierając organizację gminną w latach 1954–1972.
Gromadę Kalonka siedzibą GRN w Kalonce utworzono – jako jedną z 8759 gromad na obszarze Polski – w powiecie brzezińskim w woj. łódzkim, na mocy uchwały nr 29/54 WRN w Łodzi z dnia 4 października 1954. W skład jednostki weszły obszary dotychczasowych gromad Borchówka, Kalonka, Wilanów B, Kopanka i Imielnik Nowy (z wyłączeniem wsi Dobra-Nowiny) ze zniesionej gminy Dobra w tymże powiecie. Dla gromady ustalono 11 członków gromadzkiej rady narodowej.
Gromadę zniesiono 31 grudnia 1959, a jej obszar włączono do gromad Dobra (wieś Wilanów A, wieś Kalonka, wieś Kopanka, wieś Wódka, wieś Dąbrowa, wieś Dąbrówka, wieś Niecki, wieś Borki oraz wieś Imielnik Nowy) i Skoszewy Stare (wieś Bukowiec, wieś Grabina, wieś Borchówka i wieś Dobieszków).